# Senegalia
Senegalia es un género de plantas pertenecientes a la familia de las fabáceas. Comprende 160 especies descritas y de estas, solo 36 aceptadas. Hasta 2005, estas especies eran consideras del género Acacia. Es originario de Sudamérica.

## Taxonomía
El género fue descrito por Seigler & Ebinger y publicado en Sylva Telluriana 119. 1838.

## Especies
A continuación se brinda un listado de las especies del género Senegalia aceptadas hasta septiembre de 2012, ordenadas alfabéticamente. Para cada una se indica el nombre binomial seguido del autor, abreviado según las convenciones y usos.
- Senegalia alemquerensis (Huber) Seigler & Ebinger
- Senegalia altiscandens (Ducke) Seigler & Ebinger
- Senegalia angustissima (Mill.) Pedley
- Senegalia bonariensis (Gillies ex Hook. & Arn.) Seigler & Ebinger
- Senegalia caffra (Thunb.) P.J.H. Hurter & Mabb.
- Senegalia catechu (L. f.) P.J.H. Hurter & Mabb.
- Senegalia emilioana (Fortunato & Ciald.) Seigler & Ebinger
- Senegalia etilis (Speg.) Seigler & Ebinger
- Senegalia feddeana (Harms) Seigler & Ebinger
- Senegalia ferruginea (DC.) Pedley
- Senegalia gilliesii (Steud.) Seigler & Ebinger
- Senegalia globosa (Bocage & Miotto) L.P. Queiroz
- Senegalia grandisiliqua (Benth.) Seigler & Ebinger
- Senegalia heterophylla (Benth.) Britton & Rose
- Senegalia kelloggiana (A.M. Carter & Rudd) C.E. Glass & Seigler
- Senegalia lowei (L. Rico) Seigler & Ebinger
- Senegalia macbridei (Britton & Rose ex J.F. Macbr.) Seigler & Ebinger
- Senegalia martiusiana (Steud.) Seigler & Ebinger
- Senegalia mattogrossensis (Malme) Seigler & Ebinger
- Senegalia modesta (Wall.) P.J.H. Hurter
- Senegalia monacantha (Willd.) Seigler & Ebinger
- Senegalia multipinnata (Ducke) Seigler & Ebinger
- Senegalia nigrescens (Oliv.) P.J.H. Hurter
- Senegalia parviceps (Speg.) Seigler & Ebinger
- Senegalia pedicellata (Benth.) Seigler & Ebinger
- Senegalia podadenia Britton & Killip
- Senegalia polyphylla (DC.) Britton & Rose
- Senegalia praecox (Griseb.) Seigler & Ebinger
- Senegalia quadriglandulosa (Mart.) Seigler & Ebinger
- Senegalia riparia (Kunth) Britton & Rose - Uña de gato de Nueva Granada[4]
- Senegalia rostrata (Humb. & Bonpl. ex Willd.) Seigler & Ebinger
- Senegalia rurrenabaqueana (Rusby) Seigler & Ebinger
- Senegalia skleroxyla (Tussac) Seigler & Ebinger
- Senegalia striata (Humb. & Bonpl. ex Willd.) Pittier
- Senegalia velutina (DC.) Seigler & Ebinger
- Senegalia visco (Lorentz ex Griseb.) Seigler & Ebinger